# Pier Janssen
Pierre (Pier) Janssen (Bree, 9 september 1956) is een Belgisch voormalig voetballer en voetbalcoach. Hij was een middenvelder en speelde voor onder andere Waterschei SV Thor, RSC Anderlecht en KSC Lokeren. Als trainer was hij actief bij onder meer Racing Genk en Heusden-Zolder.

## Carrière
Pierre Janssen begon bij de jeugd van het bescheiden Opitter FC. De Limburger voetbalde er net geen 10 jaar alvorens de overstap te maken naar derdeklasser SK Bree. Daar werd hij na reeds één seizoen weggehaald door Waterschei SV Thor, dat toen in tweede klasse uitkwam. In zijn eerste seizoen voor Waterschei werden de Limburgers meteen kampioen. Het was het begin van de sportieve opmars van de club. Janssen vormde samen met zijn naamgenoot Roland Janssen en Jos Heyligen het middenveld van Waterschei. In 1980 bereikte de club uit Genk voor het eerst de bekerfinale. Daarin versloeg Waterschei tegenstander KSK Beveren met 2-1. Pierre Janssen opende de score met een kopbal.
Door de bekerwinst mocht Waterschei voor het eerst deelnemen aan een Europees toernooi. De Limburgers overleefden de eerste ronde tegen Omonia Nicosia, maar vlogen er dan uit na een nederlaag tegen Fortuna Düsseldorf. Een seizoen later plaatste Waterschei zich opnieuw voor de Europacup II. De Limburgers veroverden in 1982 hun tweede beker door in de finale met 2-0 te winnen van KSV Waregem. Ditmaal kenden Janssen en zijn ploegmaats meer succes in Europa. Waterschei schakelde in de kwartfinale de Franse topclub Paris Saint-Germain uit. Waterschei zette in de terugwedstrijd een 0-2 nederlaag recht en mocht het in de halve finale opnemen tegen latere winnaar Aberdeen. De Schotten wonnen thuis met 5-1, maar verloren wel de terugwedstrijd in Genk. Nadien gingen de resultaten van de Limburgse club erop achteruit. Tal van sterkhouders hielden het voor bekeken of zochten andere oorden op.
Janssen versierde in 1985 een transfer RSC Anderlecht. De middenvelder kwam er aanvankelijk niet vaak aan spelen toe. Op het middenveld moest hij de concurrentie aangaan met onder meer René Vandereycken, Juan Lozano en Enzo Scifo. In zijn eerste seizoen wist hij wel meteen de titel te winnen. Een jaar later stond Janssen in de competitie elke minuut op het veld. Hij vulde na het vertrek van Vandereycken de positie van verdedigende middenvelder in. Hij won dat jaar met Anderlecht zijn tweede titel op rij. In zijn derde seizoen speelde hij zijn plaats kwijt aan nieuwkomer Charly Musonda. Dat seizoen won hij wel opnieuw de beker. In de finale tegen Standard Luik speelde hij de volle 90 minuten. In zijn laatste seizoen voor paars-wit kwam Janssen nog amper aan spelen toe. Anderlecht speelde in juni 1989 opnieuw een bekerfinale tegen Standard. Hij mocht net voor affluiten invallen voor doelpuntenmaker Milan Janković.
Na vier seizoenen Anderlecht belandde de inmiddels 33-jarige Janssen bij het KSC Lokeren van trainer Aimé Antheunis. In zijn eerste seizoen kwam hij 17 keer in actie, een jaar later werd hij een vaste waarde. Onder Antheunis werd hij vooral als libero ingeschakeld. In november 1991 ruilde hij de Waaslanders in voor Racing Genk, de club die was ontstaan uit de fusie tussen FC Winterslag en zijn ex-club Waterschei. Janssen werd bij Genk speler-trainer, hij volgde de ontslagen Paul Theunis op. Janssen wist Genk net in eerste klasse te houden. Hij zette nadien een punt achter zijn spelerscarrière, maar bleef aan als trainer van Genk. In oktober 1993 werd hij aan de deur gezet en opgevolgd door Luka Peruzović. Genk zakte dat seizoen terug naar tweede klasse.
Ook Janssen belandde in tweede klasse. In september 1994 volgde hij bij Patro Eisden trainer Herman Vermeulen op. Na Patro Eisden was Janssen vooral actief in derde klasse. Eind jaren negentig trainde hij achtereenvolgens SK Tongeren en Heusden-Zolder. Hij werd in april 2000 aangetrokken door het bestuur van Heusden-Zolder. Hij nam de taken van Jos Meykens over en wist zich meteen voor de eindronde te plaatsen. Onder zijn leiding promoveerde Heusden-Zolder in 2000 naar tweede klasse. In januari 2001 werd Janssen ontslagen en opgevolgd door Peter Balette. In het seizoen 2002/03 werd Janssen trainer van vierdeklasser KVK Beringen. De club zakte dat seizoen terug naar de provinciale reeksen.

## Nationale ploeg
In 1986 kwam Janssen als speler van Anderlecht ook uit voor de Rode Duivels. Op 19 november 1986 werd hij door bondscoach Guy Thys voor het eerst geselecteerd. Hij mocht toen starten in de EK-kwalificatiewedstrijd tegen Bulgarije. Janssen opende net na de rust de score. Het duel eindigde op 1-1. Op 4 februari 1987 speelde hij ook mee in een vriendschappelijk duel tegen Portugal. Aan de rust werd hij vervangen door Leo Van der Elst. Op 29 april 1987 speelde hij zijn derde en laatste interland voor de Rode Duivels. Het ging om het EK-kwalificatieduel tegen Ierland. De 30-jarige Limburger mocht na iets meer dan een uur invallen voor Philippe Albert.

## Palmares
| Nationaal                 |    |                        |
| Belgisch kampioen         | 2x | 1985, 1986             |
| Belgische Supercup        | 2x | 1985, 1987             |
| Beker van België          | 4x | 1980, 1982, 1988, 1989 |
| Kampioen in tweede klasse | 1x | 1978                   |

## Trivia
- Pier heeft twee dochters, Lien en Marthe. Samen met zijn vrouw Mieke baat hij café Cambrinus uit in Bree.